# Sveti Vid Dobrinjski
 Sveti Vid Dobrinjski  (olaszul: San Vito di Dobrigno) falu Horvátországban Tengermellék-Hegyvidék megyében. Közigazgatásilag Dobrinjhoz tartozik.

## Fekvése
Krk keleti részén, községközpontjától 1 km-re keletre a sziget belsejében, a Dobrinjt Šiloval összekötő út mellett fekszik.

## Története
A település és temploma már Híres Dragoslav 1100-ban kelt adományleveléből ismert, melyben arról rendelkezik, hogy a Krk szigeten az általa korábban építtetett Szent Vid templom körül levő birtokából egy nagyobb területet adományoz a templom részére. Ebben a glagolita írással írt okiratban szerepel először maga Dobrinj település és plébániája is. Az okirat abban az évben íródott, mint a nevezetes baškai kőtábla az első horvát nyelvemlék. A település 1480-ig a Frangepánok uralma alatt állt, akik Velence vazallusaiként irányították a szigetet. Ekkor a köztársaság nyomására Frangepán Jánosnak át kellett adnia a szigetet Velencének. A napóleoni háborúk egyik következménye a 18. század végén a Velencei Köztársaság megszűnése volt. Napóleon bukása után Krk is osztrák kézre került, majd a 19. század folyamán osztrák uralom alatt állt. 1867-től 1918-ig az Osztrák-Magyar Monarchia része volt. 1857-ben 66, 1910-ben 133 lakosa volt. Az Osztrák–Magyar Monarchia bukását rövid olasz uralom követte, majd a település a Szerb–Horvát–Szlovén Királyság része lett. A második világháború idején előbb olasz, majd német csapatok szállták meg. A háborút követően újra Jugoszlávia, majd az önálló horvát állam része lett. 2011-ben 59 lakosa volt.

## Nevezetességei
Szent Vid tiszteletére szentelt temploma a 11. században épített egyhajós kora román stílusú épület félköríves apszissal. A templom méretéhez képest magas és masszív harangtornya a hajó teljes szélességében a bejárat tengelyében épült. Rajta keresztül nyílik a templom bejárata. A hajót és a harangtornyot is piros zsindelytető fedi.

## Lakosság
| Lakosság változása | Lakosság változása | Lakosság változása | Lakosság változása | Lakosság változása | Lakosság változása | Lakosság változása | Lakosság változása | Lakosság változása | Lakosság változása | Lakosság változása | Lakosság változása | Lakosság változása | Lakosság változása | Lakosság változása | Lakosság változása |
| ------------------ | ------------------ | ------------------ | ------------------ | ------------------ | ------------------ | ------------------ | ------------------ | ------------------ | ------------------ | ------------------ | ------------------ | ------------------ | ------------------ | ------------------ | ------------------ |
| 1857               | 1869               | 1880               | 1890               | 1900               | 1910               | 1921               | 1931               | 1948               | 1953               | 1961               | 1971               | 1981               | 1991               | 2001               | 2011               |
| 66                 | 72                 | 104                | 110                | 123                | 133                | 148                | 143                | 138                | 119                | 95                 | 85                 | 86                 | 84                 | 81                 | 59                 |